# Epidius
Epidius Thorell, 1877 è un genere di ragni appartenente alla famiglia Thomisidae.

## Distribuzione
Le 10 specie note di questo genere sono diffuse in Asia sudorientale, Asia orientale, Asia meridionale e Africa subsahariana; la specie dall'areale più vasto è la E. longipalpis, rinvenuta in India, Sri Lanka, Giava, Sumatra, Celebes e isola di Seram

## Tassonomia
Questo genere è considerato sinonimo anteriore di Cupa Strand, 1906 a seguito di uno studio di Benjamin del 2011.
Non sono stati esaminati esemplari di questo genere dal 2012.
A giugno 2014, si compone di 10 specie e una sottospecie:
- Epidius bazarus (Tikader, 1970) — Cina, India
- Epidius binotatus Simon, 1897 — Africa occidentale, Congo
  - Epidius binotatus guineensis Millot, 1942 — Guinea
- Epidius denisi Lessert, 1943 — Congo
- Epidius gongi (Song & Kim, 1992) — Cina
- Epidius longipalpis Thorell, 1877[2] — India, Sri Lanka, Giava, Sumatra, isola di Seram (Arcipelago delle Molucche), Celebes
- Epidius lyriger Simon, 1897 — Filippine
- Epidius pallidus (Thorell, 1890) — Sumatra
- Epidius parvati Benjamin, 2000 — Sri Lanka
- Epidius rubropictus Simon, 1909 — Vietnam, Cina, Sumatra
- Epidius typicus (Bösenberg & Strand, 1906) — Giappone

### Specie trasferite
- Epidius bipunctatus (Thorell, 1891); trasferita al genere Mastira Thorell, 1891[1].
- Epidius brevipalpus Simon, 1903; trasferita al genere Pharta Thorell, 1891[1].
- Epidius kalawitanus (Barrion & Litsinger, 1995); trasferita al genere Cebrenninus Simon, 1887[1].
- Epidius zhengi (Ono & Song, 1986); trasferita al genere Pharta Thorell, 1891[1].